# Cratere Markham
Il Cratere Markham è un cratere situato sulla superficie di Venere. Deve il proprio nome a Beryl Markham, aviatrice britannica e prima persona a sorvolare, in solitario e senza sosta, l'Oceano Atlantico dalla Gran Bretagna al Nord America.